# Чемпіонат СРСР з футболу 1936 (весна, група «А»)
Сезон 1936 року (весна) у групі «А» чемпіонату СРСР з футболу — перше в історії змагання у вищому дивізіоні футбольної першості Радянського Союзу, яке проходило з 22 травня по 17 липня 1936 року.
Участь у змаганні брали 7 команд, які зіграли одна з одною по одній грі. Першим чемпіоном СРСР стало московське «Динамо», яке виграло усі 6 своїх матчів. На другомі місці фінішували київські «динамівці», які, крім матчу проти майбутнього чемпіона, також програли у зустрічі з московським «Спартаком», який зайняв третій рядок підсумкової турнірної таблиці.
Передбачалося, що за результатами турніру вищий дивізіон покине одна найгірша команду, на чиє місце прийде переможець змагання у другому за ієрархією дивізіоні радянського футболу — Групі «Б». Натомість було прийняте рішення про розширення найсильнішого дивізіону за рахунок додавання у наступному сезоні до наявних команд Групи «А» переможця Групи «Б», яким стало «Динамо» (Тбілісі).
| Чемпіон СРСР 1936 (весна)   |
| --------------------------- |
| «Динамо» (Москва) 1-й титул |

## Підсумкова таблиця
| М  | Команда                    | І | В | Н | П | МЗ | МП | РМ  | О  |
| -- | -------------------------- | - | - | - | - | -- | -- | --- | -- |
| 1. | «Динамо» (Москва)          | 6 | 6 | 0 | 0 | 22 | 5  | +17 | 18 |
| 2. | «Динамо» (Київ)            | 6 | 4 | 0 | 2 | 18 | 11 | +7  | 14 |
| 3. | «Спартак» (Москва)         | 6 | 3 | 1 | 2 | 12 | 7  | +5  | 13 |
| 4. | ЦБЧА (Москва)              | 6 | 2 | 1 | 3 | 13 | 18 | −5  | 11 |
| 5. | «Локомотив» (Москва)       | 6 | 2 | 0 | 4 | 7  | 11 | −4  | 10 |
| 6. | «Динамо» (Ленінград)       | 6 | 1 | 1 | 4 | 5  | 12 | −7  | 9  |
| 7. | «Червона зоря» (Ленінград) | 6 | 1 | 1 | 4 | 8  | 21 | −13 | 9  |

* Система нарахування очок: 3 за перемогу, 2 за нічию, 1 за поразку та 0 за неявку.

## Результати матчів
| М | Команда                    | ДИМ | ДИК | СПА | ЦБЧ | ЛОК | ДИЛ | ЧЗО |
| - | -------------------------- | --- | --- | --- | --- | --- | --- | --- |
| 1 | «Динамо» (Москва)          |     |     |     | 6:2 | 3:1 | 2:0 | 5:1 |
| 2 | «Динамо» (Київ)            | 1:5 |     | 1:3 |     |     | 1:0 |     |
| 3 | «Спартак» (Москва)         | 0:1 |     |     | 0:3 |     | 6:1 |     |
| 4 | ЦБЧА (Москва)              |     | 1:6 |     |     | 0:3 |     | 6:2 |
| 5 | «Локомотив» (Москва)       |     | 0:2 | 0:2 |     |     |     |     |
| 6 | «Динамо» (Ленінград)       |     |     |     | 1:1 | 3:1 |     | 0:1 |
| 7 | «Червона зоря» (Ленінград) |     | 2:7 | 1:1 |     | 1:2 |     |     |

### Позиції за турами
| Команда / Тур  | 1 | 2 | 3 | 4 | 5 | 6 | 7 |
| -------------- | - | - | - | - | - | - | - |
| «Динамо» К     | 6 | 3 | 3 | 2 | 4 | 2 | 2 |
| «Динамо» Л     | 3 | 4 | 4 | 5 | 5 | 6 | 6 |
| «Динамо» М     | 2 | 2 | 1 | 1 | 1 | 1 | 1 |
| «Локомотив»    | 4 | 6 | 7 | 7 | 7 | 5 | 5 |
| «Спартак»      | 7 | 7 | 6 | 3 | 2 | 3 | 3 |
| ЦБЧА           | 1 | 1 | 2 | 4 | 3 | 4 | 4 |
| «Червона зоря» | 5 | 5 | 5 | 6 | 6 | 7 | 7 |

### Результати за турами
| Команда / Тур  | 1 | 2 | 3 | 4 | 5 | 6 | 7 |
| -------------- | - | - | - | - | - | - | - |
| «Динамо» К     | П | В | П | В | — | В | В |
| «Динамо» Л     | В | П | П | П | Н | П | — |
| «Динамо» М     | В | В | В | — | В | В | В |
| «Локомотив»    | П | — | П | В | П | В | П |
| «Спартак»      | — | П | В | В | В | П | Н |
| ЦБЧА           | В | В | — | П | Н | П | П |
| «Червона зоря» | П | П | В | П | П | — | Н |

## Бомбардири
6 — Михайло Семичастний («Динамо» М)
5 — Василь Павлов («Динамо» М), Василь Смірнов («Динамо» М)
4 — Георгій Глазков («Спартак»), Макар Гончаренко («Динамо» К), Сергій Ільїн («Динамо» М), Костянтин Щегоцький («Динамо» К)

## Ігри, голи
| 1. «Динамо» (Москва) |
| Воротарі: Олександр Квасников (5, 2п), Євген Фокін (2, 3п). Захисники: Лев Корчебоков (5), Віктор Тетерін (5). Півзахисники: Євген Єлисєєв (6), Олександр Рьомін (6), Олексій Лапшин (5), Павло Коротков (4), Віктор Дубінін (1). Нападники: Михайло Семичастний (6, 6), Василь Смирнов (6, 5), Василь Павлов (6, 5), Сергій Ільїн (6, 4), Михайло Якушин (5, 1), Олексій Пономарьов (1), Микола Поставнін. Автогол: Іван Андрєєв («Локомотив» Москва). Тренер: Костянтин Квашнін.                                                 |
| 2. «Динамо» (Київ) |
| Воротарі: Микола Трусевич (5, 6п), Антон Ідзковський (2, 5п). Захисники: Михайло Волін (6), Василь Правовєров (4), Костянтин Фомін (3). Півзахисники: Володимир Гребер (6, 2), Іван Кузьменко (6, 2), Йосип Ліфшиць (2), Олексій Клименко (1), Михайло Путистін (2). Нападники: Костянтин Щегоцький (6, 4), Микола Махиня (6, 3), Федір Тютчев (6), Віктор Шиловський (6), Макар Гончаренко (5, 4), Павло Комаров (5, 3), Петро Паровишников (3), Микола Коротких (1). Тренер: Мойсей Товаровський.                                |
| 3. «Спартак» (Москва) |
| Воротарі: Анатолій Акимов (4, 5п), Іван Рижов (3, 2п). Захисники: Станіслав Леута (6, 2), Олександр Михайлов (6), Гаврило Путилін (6), Олександр Старостін (4), Віктор Соколов (2). Півзахисники: Андрій Старостін (6), Сергій Артем'єв (3), Петро Старостін (2). Нападники: Володимир Степанов (6, 1), Георгій Глазков (5, 4), Петро Никифоров (5, 3), Матвій Зайцев (4, 2), Микола Жигалін (2), Леонід Румянцев (2), Володимир Єгоров (1), Борис Степанов (1), Микола Глазков (1), Микола Старостін (1). Тренер: Антонін Фівебр. |
| 4. ЦБЧА (Москва) |
| Воротарі: Сергій Леонов, Борис Кочетов. Захисники: Віктор Саванов, Костянтин Лясковський, Олександр Загрецький, Володимир Лесін. Півзахисники: Костянтин Малінін, Петро Зенкін, Євген Нікішин. Нападники: Євген Шелагін, Іван Митронов, Олександр Щавельов, Петро Петров, Костянтин Рязанцев, Олексій Чулков, Сергій Соснін. Тренер: Павло Халкіопов. |
| 5. «Локомотив» (Москва) |
| Воротарі: Валентин Гранаткін, Микола Разумовський. Захисники: Іван Андрєєв, Ілля Гвоздков. Півзахисники: Михайло Жуков, Віталій Стрєлков, Олексій Столяров, Микола Ільїн. Нападники: Олексій Соколов, Микола Михеєв, Василь Сердюков, Віктор Лавров, Петро Теренков, Олександр Семенов. Тренер: Олексій Столяров. |
| 6. «Динамо» (Ленінград) |
| Воротар: Олександр Кузьмінський. Захисники: Петро Кисельов, Михайло Юденич. Півзахисники: Микола Смольников, Аркадій Кузьмін, Олег Ошенков, Валентин Федоров, Сергій Єгоров. Нападники: Олексій Баришев, Олександр Федоров, Петро Дементьєв, Микола Свєтлов, Віктор Федоров, Михайло Бутусов, Борис Шелагін, Валентин Шелагін. Тренер: Павло Батирєв. |
| 7. «Червона зоря» (Ленінград) |
| Воротар: Лев Ліхвінцев. Захисники: Василь Топталов, Василь Григор'єв, Микола Топталов. Півзахисники: Борис Орєшкін, Дмитро Карєв, Олексій Яблочкін, Віктор Бодров, Костянтин Уннам. Нападники: Петро Григор'єв, Іван Смирнов, Володимир Лемешев, Микола Ярцев, Павло Артем'єв, Василь Іванов, Олексій Цвілих. Тренер: Михайло Окунь. |